# Cukunft (zespół muzyczny)
Cukunft – polski zespół muzyczny grający muzykę żydowską, głównie na motywach miejskich melodii przedwojennych, wykorzystując improwizacje w stylu muzyki jazzowej, swingu, awangardowej oraz muzyki klezmerskiej. 
Założycielem zespołu jest gitarzysta Raphael Rogiński realizujący wiele projektów związanych z odnowieniem tradycji muzyki żydowskiej Europy Wschodniej. „Cukunft” w języku jidysz znaczy „przyszłość”.
W pierwszym trzyosobowym składzie (R. Rogiński, Paweł Szamburski – klarnet, Tomasz Duda – saksofon barytonowy) kapela pracowała nad utworami przedwojennego kompozytora i poety żydowskiego Mordechaja Gebirtiga z Krakowa.
W 2005 ukazała się ich pierwsza płyta Lider fun Mordechaj Gebirtig zawierająca tematy z utworów Gebirtiga: Szlof Szoyn Majn Kind,  A Malach Wert Gebojrn, Mayn Joyvl, Hulyet, Hulyet Beyze Vint, Tik – Tak, Hanele Mayn Lebn
Następnie zespół zajął się utworami innych polskich kompozytorów i poetów żydowskich (Icyk Manger, Mosche Shneur, David Beigelman i innych) oraz kompozycjami własnymi lidera zespołu.  
Od 2010 zespół występował w 4 osobowym składzie: Raphael Rogiński – gitara elektryczna, Paweł Szamburski – klarnet, Paweł Szpura – perkusja, Kacper Szroeder – trąbka, flugelhorn. Do głównego składu zapraszani są gościnnie m.in. Kuba Kossak – fagot, Adam Różański – perkusja, Piotr Kaliński – perkusjonalia, Tomasz Duda – saksofon barytonowy, Konstanty Usenko – wiolonczela.
W styczniu 2010 r. ukazał się dwupłytowy album Itstikeyt/Fargangenheit, z koncertu z 2009 r. oraz zbiór nagrań studyjnych z lat 2004-2006.

## Członkowie zespołu
- Raphael Rogiński – gitara elektryczna
- Paweł Szamburski – klarnet
- Tomasz Duda – saksofon barytonowy
- Paweł Szpura – perkusja
- Kacper Szroeder – trąbka, flugelhorn

## Dyskografia
- Lider fun Mordechaj Gebirtig (2005)
- Itstikeyt/Fargangenheit (2010)